# 爆炸頭武士
《爆炸頭武士》是日本漫畫家岡崎能士自費出版的前衛漫畫及改編電視動畫作品。
漫畫於1999年出版。由GONZO製作的短篇動畫2007年1月在美國首播，共5話，5月3日和5月4日在日本WOWOW頻道兩晚連續播放完整的导演剪辑版。其後又製作了電視電影的續集《爆炸頭武士：復活》，於2009年1月25日播映，為第一次獲得艾美獎提名的日本動畫，共兩項提名，傑出動畫節目獎、並贏得動畫類傑出個人成就獎。同年1月27日發行同名電子遊戲。好萊塢於2011年宣布將製作真人版的電影。

## 外部連結
- 官方网站
- 官方网站（日本）[永久]
- Official Gomanga page （页面存档备份，存于）